# Sałtiwka
Sałtiwka (ukr. Салтівка; ros. Салтовка) – osiedle i rozległy obszar znajdujący się w północno-wschodniej części miasta Charków. Znajduje się na terenie Sałtiwskiego, Kyjiwskiego  oraz Nemyszljanskiego rejonu. Pod względem liczby ludności już w 1991 roku osiedle przewyższało znacząco wiele obwodów ZSRR i Ukrainy.

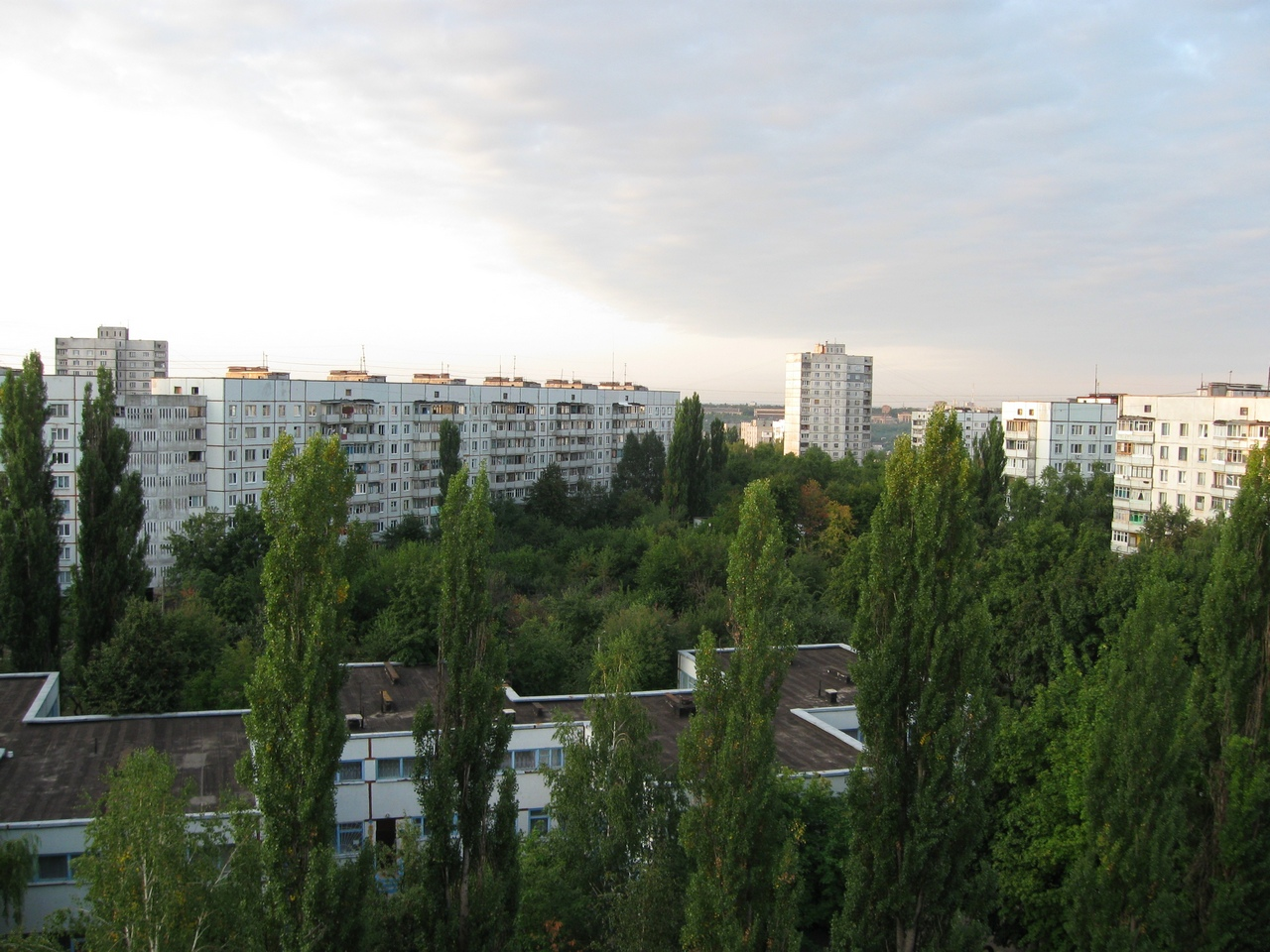
624 Mikrorejon na Sałtiwce

## Nazwa
Nazwa pochodzi od drogi Sałtiwśke szose, która prowadzi do miasteczka Staryj Sałtiw  w rejonie czuhaiwśkim.

## Demografia
Ludność Sałtiwki w latach 1960 wynosiła 250 tysięcy osób, w 2020 populacja wynosiła około 400 tysięcy osób.
W marcu 2022 osiedle zostało praktycznie całkowicie zniszczone przez rosyjską artylerię podczas prób zdobycia miasta w trakcie inwazji Rosji na Ukrainę.

## Transport
Na Sałtiwce funkcjonuje metro, tramwaje, trolejbusy oraz autobusy.

## Galeria

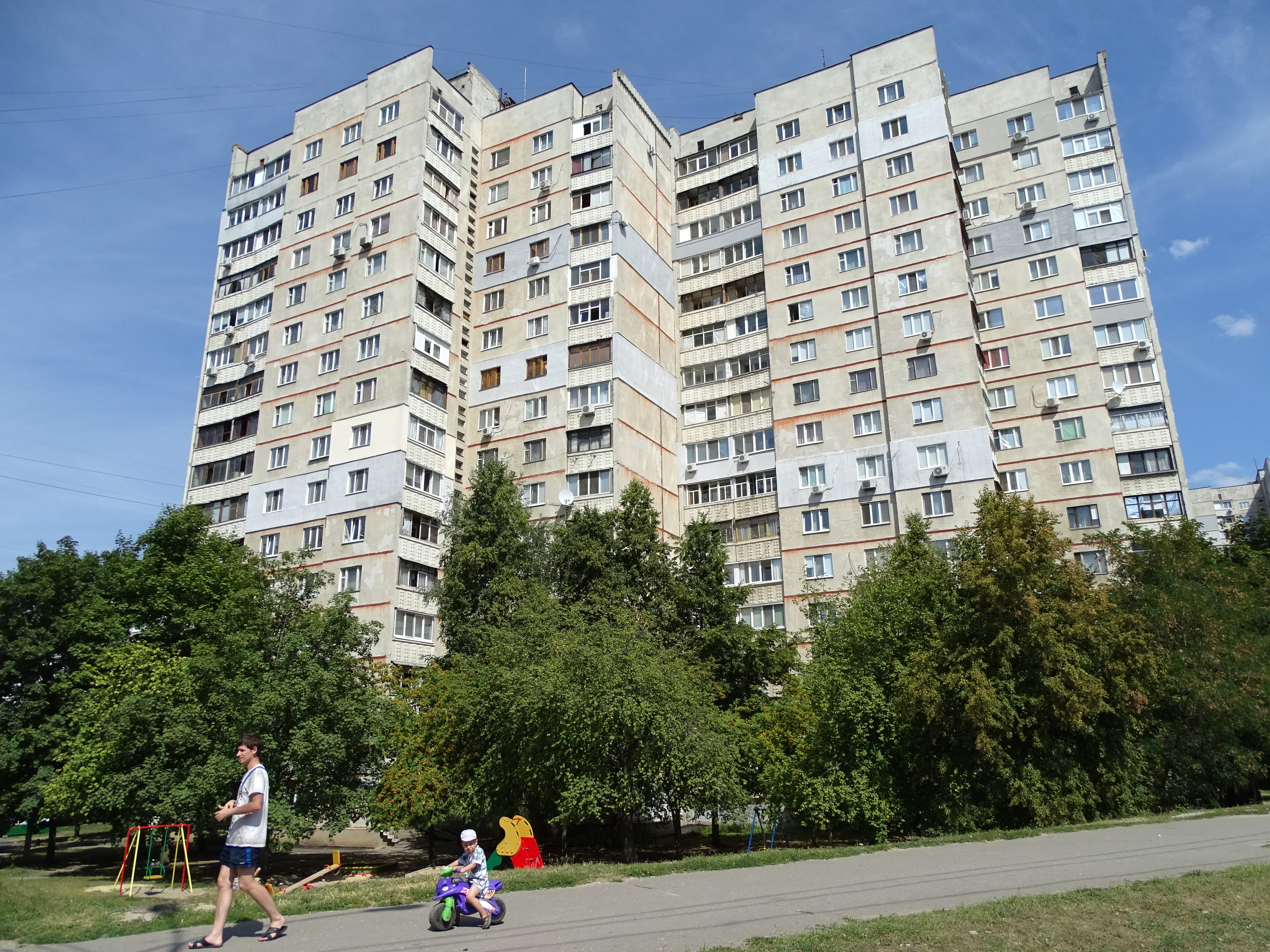
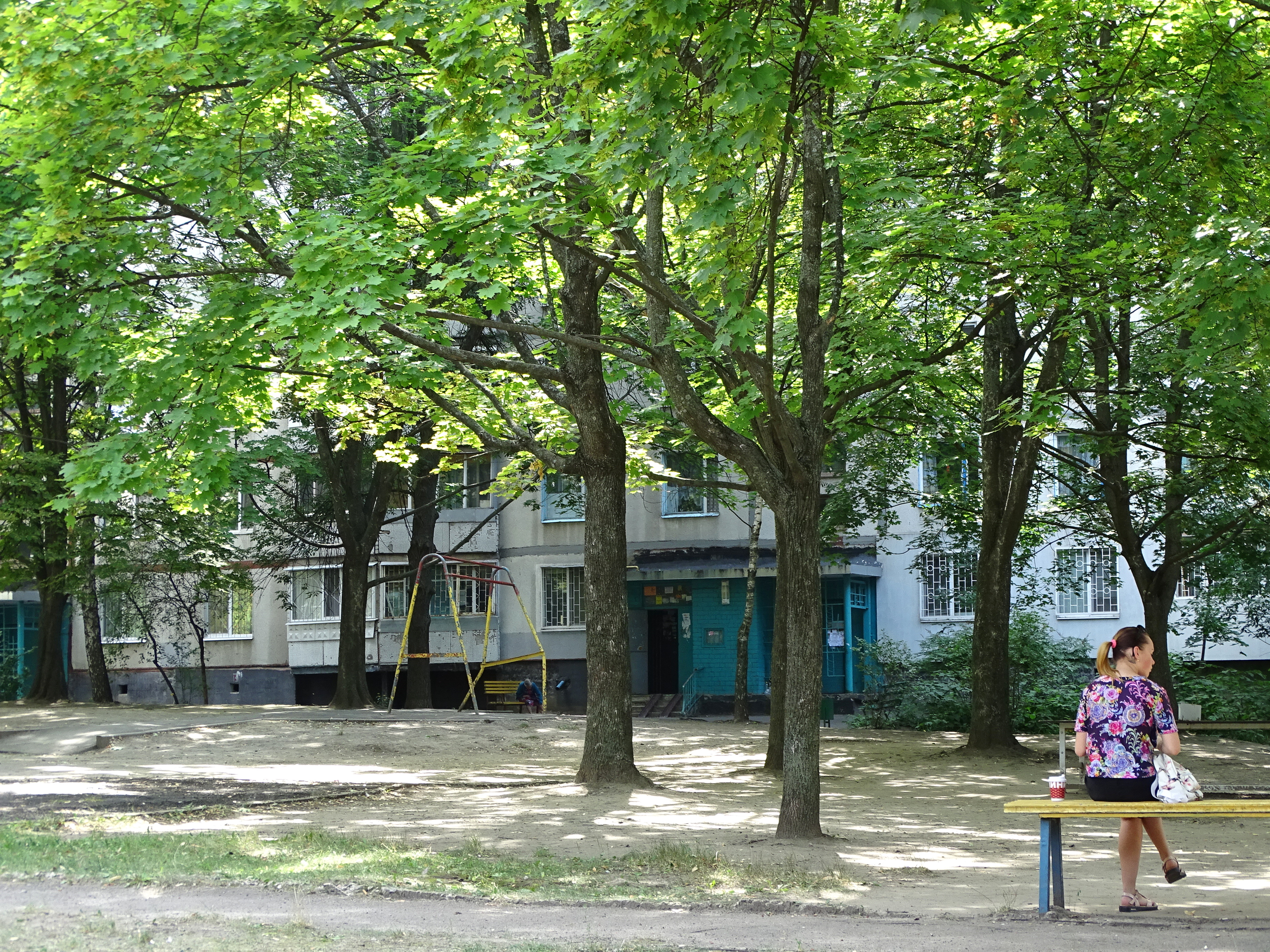
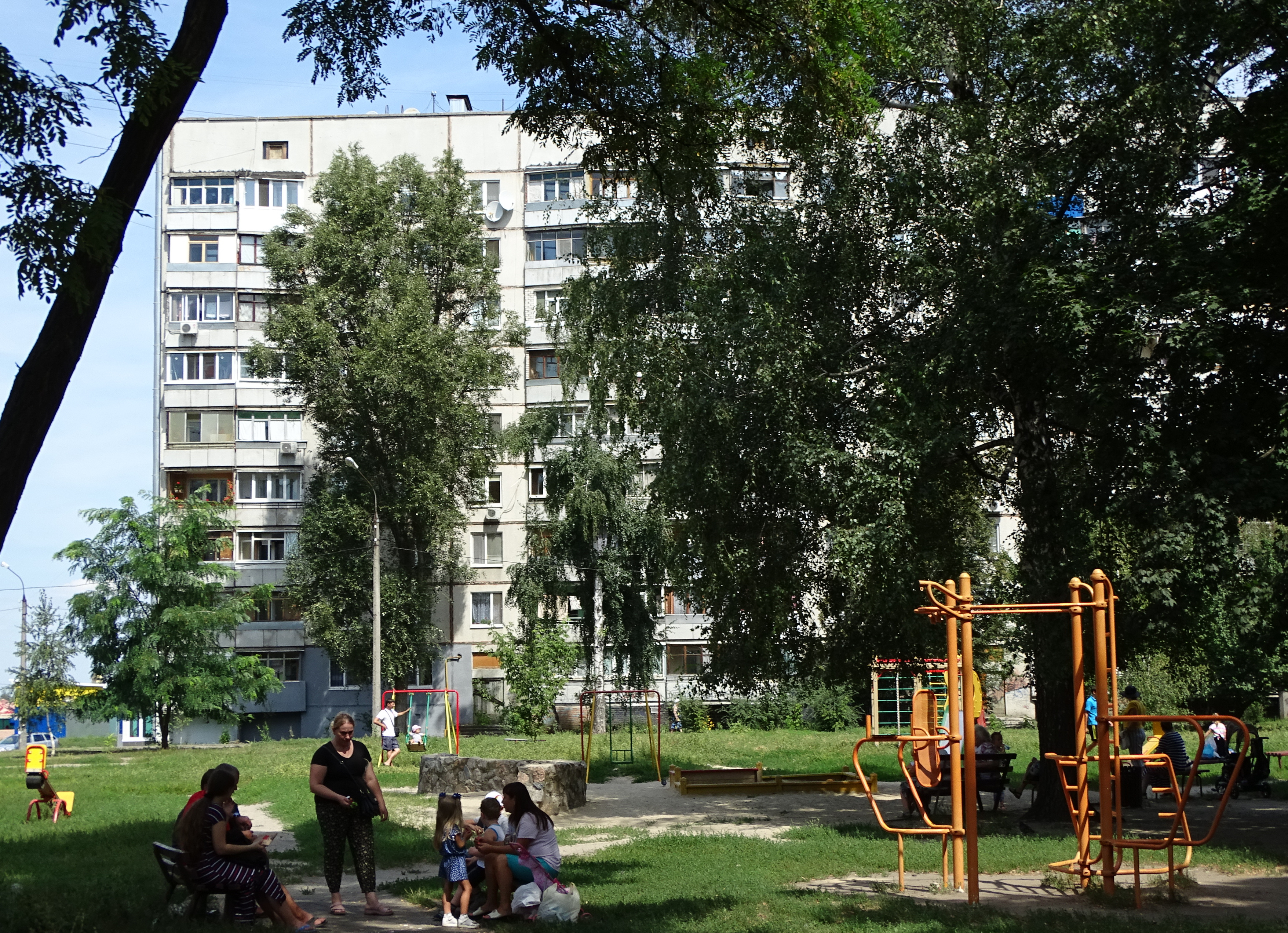
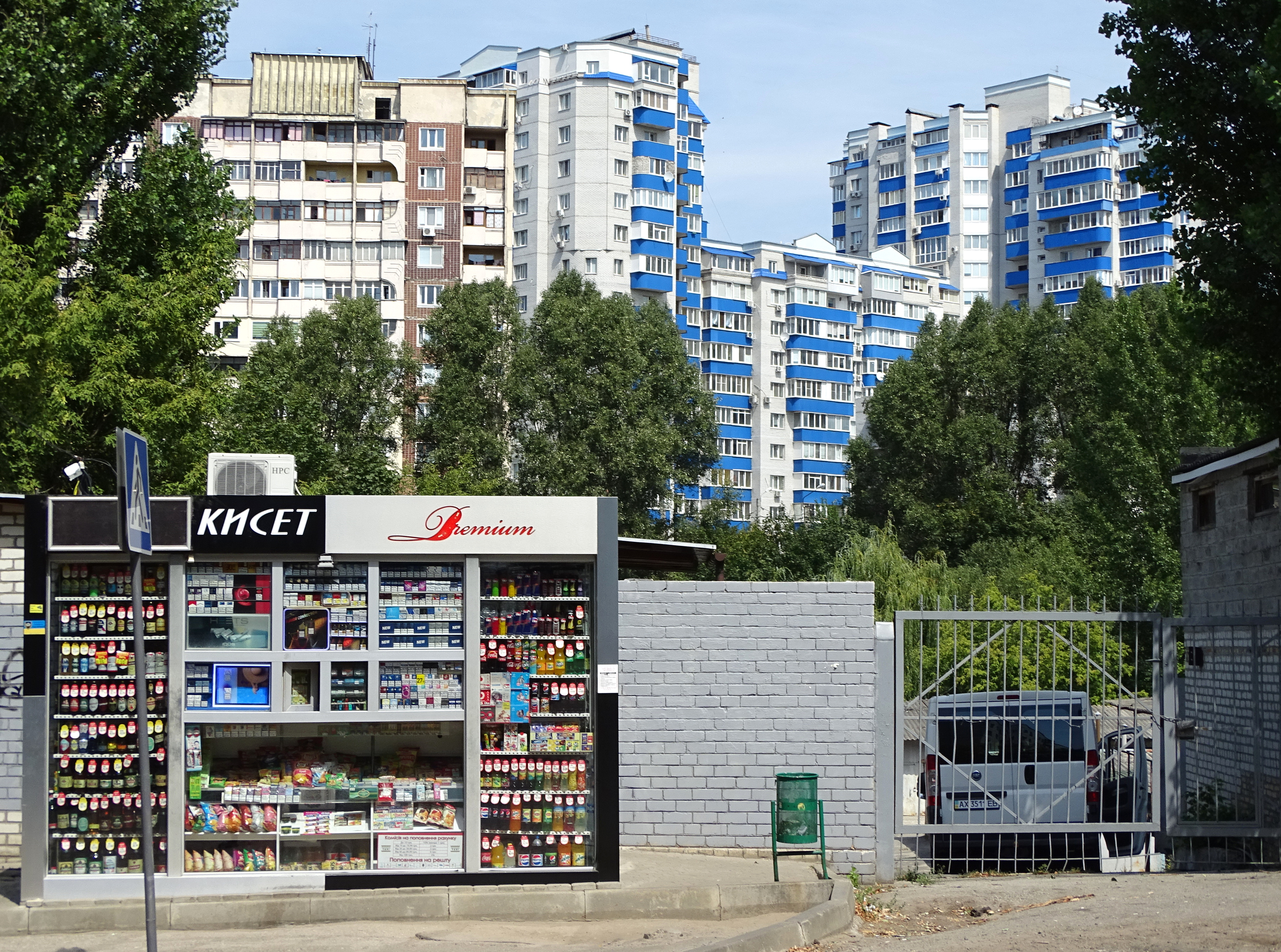
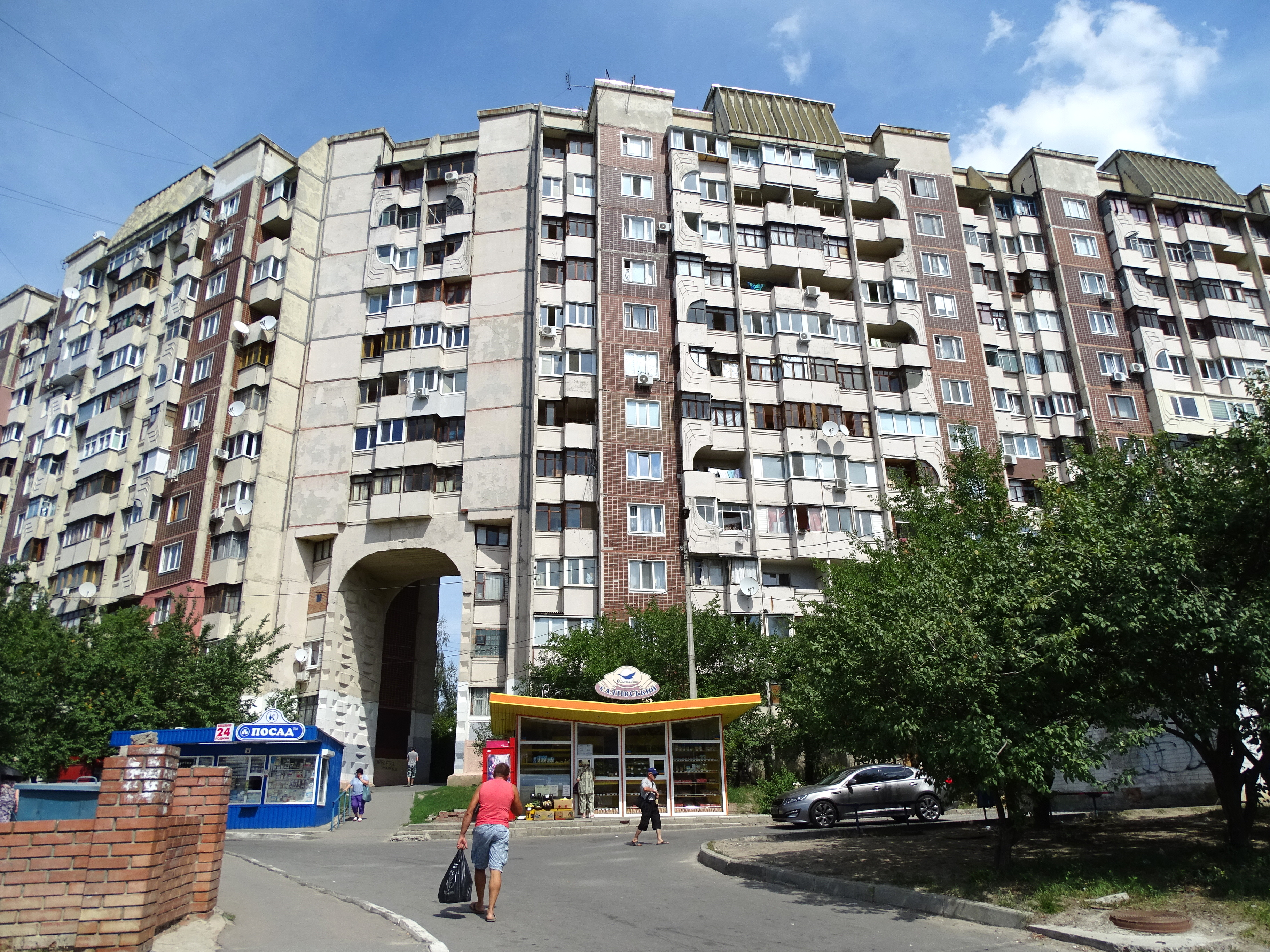
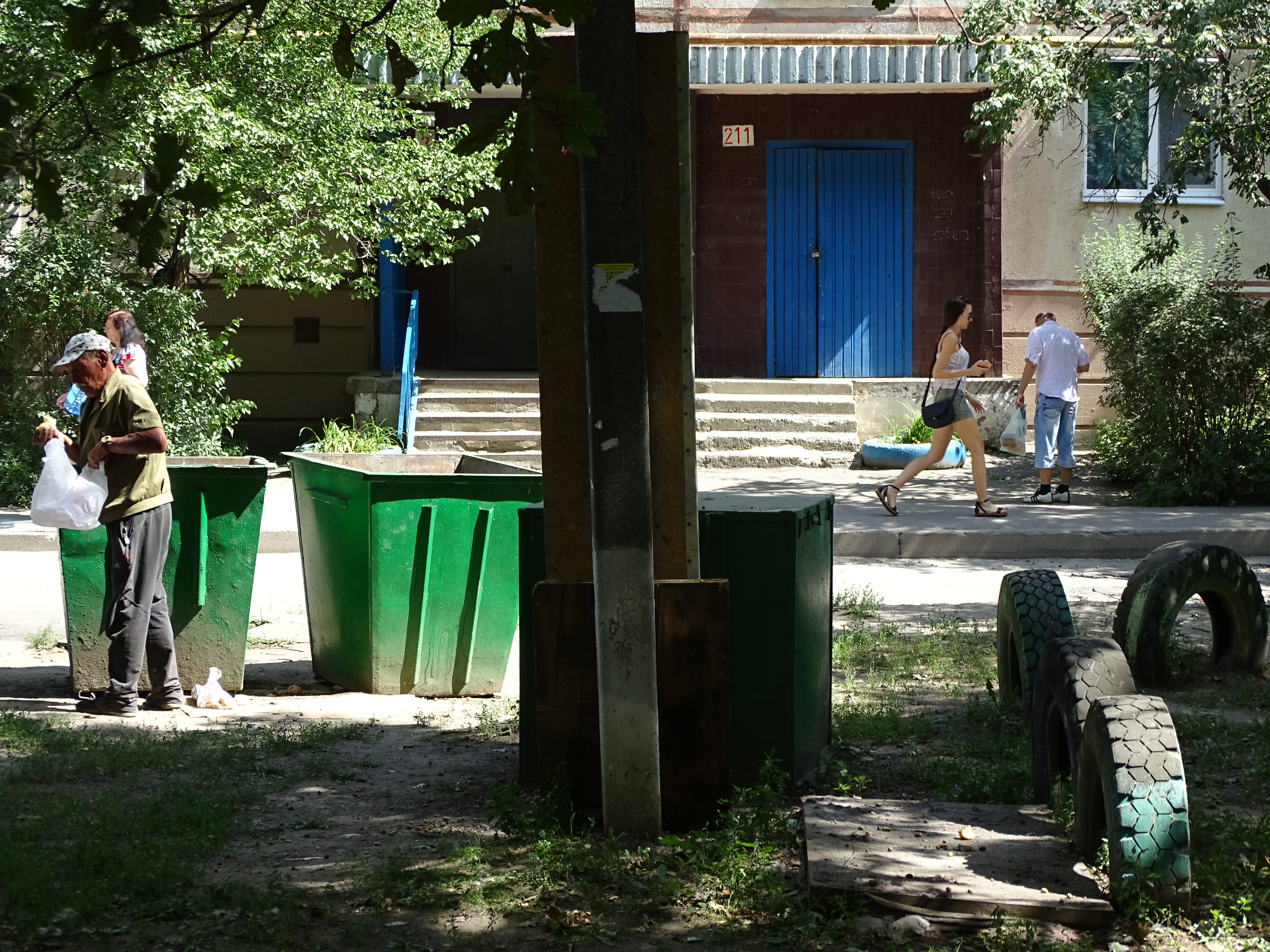
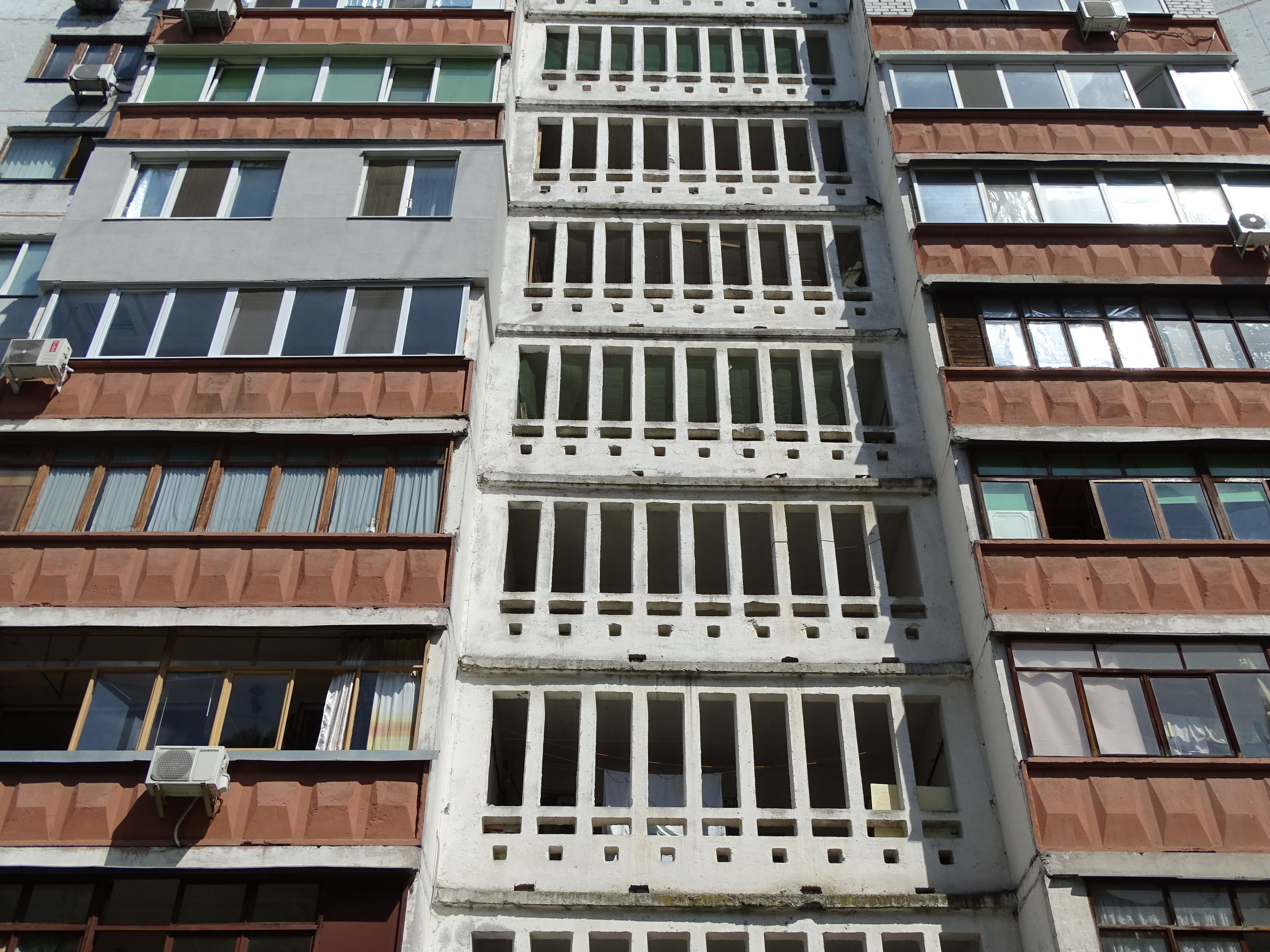